# George Bruce Halsted
George Bruce Halsted   (Newark, 23 de novembre de 1853 - Nova York, 16 de març de 1922) va ser un matemàtic estatunidenc especialitzat en geometria no euclidiana.

## Vida i Obra
Halsted, fill d'un advocat, va fer els seus estudis seguint la tradició familiar a la Universitat de Princeton, en la qual es va graduar el 1875. Després d'un temps a Nova York, va obtenir el doctorat en matemàtiques a la Universitat Johns Hopkins el 1879, en la qual va ser un dels primers deixebles de James Joseph Sylvester. També va estar un temps a Berlín, estudiant amb Carl Borchardt.
Els anys següents va ser el responsable de les classes de determinants i àlgebra moderna de la Johns Hopkins sota la direcció de Sylvester, fins que el 1884 va ser nomenat professor de la Universitat de Texas a Austin. Hi va romandre dinou anys, fins al 1903 en que va ser acomiadat per dir amb massa claredat el que pensava dels seus dirigents. Els anys següents va ser professor a diverses institucions: St. John's College d'Annapolis (1903), Kenyon College de Gambier (1903-1906) i Colorado State College of Education de Greeley (actualment Universitat de Northern Colorado) (1906-1914).
La seva activitat científica es va desenvolupar en tres camps:
1. La traducció amb comentaris d'obres estrangeres, particularment de Bolyai, Lobatxevski, Saccheri i Poincaré: ell va ser qui va posar a l'abast dels lectors angloparlants les obres dels creadors de les geometries no euclidianes
2. Estudis sobre la lògica de les matemàtiques, especialment de la geometria
3. Crítiques dels llibres de text de matemàtiques de la seva època

El seu net, Bruce Cushman Halsted, va fer donació dels seus arxius a la Universitat de Texas a Austin on es troben conservats.